# Diana Gabaldon
Diana Gabaldon (* 11. ledna 1952) je americká autorka, známá především svou sérií Cizinka. Její knihy spojují několik žánrů od historické fikce, romance, mystery, adventur, až po science fiction a fantasy. V roce 2014 byl na základě jejích knih uveden seriál Cizinka.

## Mládí
Gabaldon se narodila 11. ledna 1952 v Arizoně. Její otec Tony Gabaldon byl mexicko-amerického původu, matka Jacqueline Sykesová pak anglicko-amerického původu. Tony Gabaldon (1931–1998) byl šestnáct let v Arizoně senátorem.
Gabaldon vyrostla v arizonském Flagstaffu. V roce 1973 získala bakalářský titul v oboru zoologie na Northernské arizonské univerzitě. O dva roky později získala magisterský titul v oboru mořské biologie na kalifornské univerzitě v San Diegu. V roce 1978 získala doktorát v oboru behaviorální ekologie na Northernské arizonské univerzitě.

## Kariéra
Gabaldon byla v roce 1984 zakládajícím editorem Science Software Quarterly, zatímco byla zaměstnaná v Centru environmentálních studií pod Arizonskou státní univerzitou (ASU). V polovině 80. let psala recenze softwarů a technické články pro počítačové publikace, stejně jako populárně-vědecké články a komiksové knihy pro The Walt Disney. Na ASU také 12 let vyučovala environmentální vědu, než se začala na plný úvazek věnovat psaní.

### Psaní románů
V roce 1988 se Gabaldon rozhodla napsat román, aby "cvičila, jak se to dělá", neměla v úmyslu ho někomu ukázat. Jako vědkyně a profesorka se rozhodla, že pro ni nejsnazším žánrem bude historický román, neměla ale vymyšlené žádné historické pozadí ani konkrétní časové období. Potom náhodou zhlédla epizodu sci-fi seriálu Doctor Who, nazvanou The War Games. Jeden z doktorových společníků byl Skot z roku 1745, mladý, asi sedmnáctiletý muž jménem Jamie McCrimmon, který poskytl primární inspiraci pro její hlavní mužskou postavu - Jamese Frasera, stejně jako pro její umístění románu do poloviny 18. století ve Skotsku. Gabaldon pak vymyslela postavu Angličanky, která srovná do latě "všechny ty chlapy v kiltu", ale "její postava převzala příběh, čímž do všeho vnesla prvky ze své moderní doby." Aby vysvětlila její moderní chování a přístup, Gabaldon se rozhodla využít prvek cestování v čase. Román psala v době, kdy neexistoval internet, a tak musela podklady hledat ve starých knihách. Později zaslala krátký úryvek ze svého románu na literární fórum CompuServe, kde ji autor John E. Stith představil knižnímu agentovi Perry Knowltonovi. Ten ji reprezentoval na základě prvního, nedokončeného románu, který měl původně pokračovat jako trilogie. Když v roce 1992 dokončila druhou knihu Vážka v jantaru, odešla z univerzity, aby se psaní mohla věnovat na plný úvazek.
V roce 2014 se série Cizinka skládala z osmi románů. Osmý - Written in My Own Heart's Blood - byl vydán 10. června 2014. Gabaldon také v roce 2010 publikovala The Exile (Cizinka jako grafický román). Také napsala spin-off sérii The Lord John zaměřenou se na vedlejší postavu původní série.

## Osobní život
Gabaldon žije ve Scottsdale v Arizoně se svým manželem Dougem Watkinsem, se kterým má tři dospělé děti - Lauru, Jenny a Sama Sykese, také fantasy autora.
Gabaldonová se hlásí k římskokatolické církvi.

### Série Cizinka
Série Cizinka se zaměřuje na zdravotní sestru Claire Randallovou, narozenou ve 20. století, která cestuje v čase do 18. století ve Skotsku, kde zažívá dobrodružství a také lásku s temperamentním Jamesem Fraserem. Romány se odehrávají ve Skotsku, Francii, Západní Indii, Anglii a Severní Americe, a spojují v sobě několik žánrů od historické fikce, romantiky, mystery, dobrodružství, až po science fiction a fantasy.
Hlavní díla
- Cizinka (1991)
- Vážka v jantaru (1992)
- Mořeplavec (1993)
- Bubny podzimu (1996)
- Hořící kříž (2001) - v ČR vyšlo ve dvou knihách
- Ledový dech (A Breath of Snow and Ashes (2005)) - v ČR 2019
- Paměť kostí (An Echo in the Bone (2009)) - v ČR 2019
- Vepsáno krví vlastního srdce (Written in My Own Heart's Blood (2014))[13] - v ČR 2020
- Pověz včelám, že se nevrátím (Go Tell the Bees That I Am Gone (2021)) - v ČR 2022

Krátká díla
- "A Leaf on the Wind of All Hallows" (2010), krátká povídka ze sborníku Písně Lásky a Smrti.[7][7][14][15][16] Později zařazená do A Trail of Fire (2012).[17]
- The Space Between (2013), novela ve sborníku The Mad Scientist's Guide to World Domination.[18] Později zařazená do A Trail of Fire (2012).[17]
- Virgins (2013), novela ve sborníku Dangerous Women.[19][20][21][22]

Související
- The Outlandish Companion (1999), průvodce sérií Cizinka obsahující synopse, charakteristiky postav a další poznámky a informace
- The Exile: An Outlander Graphic Novel (2010)
- The Outlandish Companion, Vol. II (v přípravě)[7]

### Série Lord John
Série Lord John je řada románů a kratších děl, v jejichž centru stojí Lord John Grey, vedlejší postava ze série Cizinka. Tato spin-off série se prozatím skládá z pěti novel a tří románů, které se odehrávají mezi lety 1756 a 1761, během událostí Gabaldonina Mořeplavce. Obecně mohou být zařazeny jako historické detektivky, nezabývají se tak zásadními událostmi jako Cizinka.
- Lord John and the Hellfire Club (1998), novela poprvé publikovaná v souboru Past Poisons
- Lord John a důvěrná záležitost (2003), román
- Lord John and the Succubus, novela publikovaná v Legends II
- Lord John a ztracený deník (2007), román
- Lord John and the Haunted Soldier (2007), novela
- Lord John and the Hand of Devils (2007), soubor tří novel (Lord John and the Hellfire Club, Lord John and the Succubus and Lord John and the Haunted Soldier)
- The Custom of the Army (2010), novela publikovaná v Warriors
- The Scottish Prisoner (2011), román
- Lord John and the Plague of Zombies (2011), novela publikovaná v Down These Strange Streets

### Další díla
- Naked Came the Phoenix (2001), ve spolupráci s dvanácti dalšími autory
- "Humane Killer", krátký příběh napsaný se Samem Sykesem, publikovaný v The Dragon Book: Magical Tales from the Masters of Modern Fantasy (2009)
- Phoenix Noir (2009), krátký příběh napsaný ve spolupráci s patnácti dalšími autory

## Adaptace
Série Cizinka byla vydána také jako nezkrácená (namluvená Davinou Porterovou) a zkrácená (namluvená Geraldinou Jamesovou) audiokniha. Podobně byly vydány také některá díla ze série Lorda Johna, namluvená Jeffem Woodmanem.
9. srpna 2014 měla na televizní stanici Starz premiéru televizní adaptace Cizinky.
V roce 2010 přepsala Gabaldon třetinu Cizinky do The Exile: grafický román Cizinka, ilustrovaný Hoangem Nguyenem. Ve stejném roce bylo vydáno 14 písní inspirovaných Cizinkou pod názvem Cizinka: muzikál.

## Přijetí a ocenění
Gabaldonina Cizinka vyhrála cenu Romance Writers of America's RITA za nejlepší romanci roku 1991. A Breath of Snow and Ashes (2005) debutovalo na přední příčce nejprodávanějších knih žánru fikce časopisu The New York Times, a vyhrálo cenu Quill Award v kategorii Sci-fi/fantasy/horor. V roce 2007 poznamenal The Montreal Gazette, že Gabaldoniny knihy jsou prodávány v 19 jazycích ve 24 zemích a autorka i nadále "chrlí jeden bestseller za druhým". V roce 2012 byly její knihy vydány ve 27 zemích a 24 jazycích.
Lord John a důvěrná záležitost dosáhl 8. místa nejprodávanějších knih žánru fiction žebříčku The New York Times v roce 2003. V roce 2007 debutovala kniha Lord John a ztracený deník na 1. místě a sbírka Hand of Devils dosáhla místa 24. The Scottish Prisoner se v roce 2011 umístila v tomtéž žebříčku na 6. místě a novela A Plague of Zombies byla nominována na cenu Edgar za "nejlepší krátká mystery povídka" v tomtéž roce. Při recenzi série Lorda Johna Publishers Weekly říká, že "Gabaldonina próza je ostře elegantní" a že "přináší do své beletrie radost, která se stává infekční dokonce i pro čtenáře, kteří nejsou obeznámeni s jejími dalšími pracemi."